# 杉山平一
杉山 平一（すぎやま へいいち、1914年11月2日 - 2012年5月19日）は、日本の詩人、映画評論家、帝塚山学院大学名誉教授。
福島県生まれ。大阪府立北野中学校(旧制)、松江高等学校 (旧制)を経て、東京帝国大学文学部美学美術史学科卒業。在学中三好達治に認められ『四季 (詩雑誌)』に参加、文芸同人となる。卒業後、織田作之助らと『大阪文学』を創刊。1941年第2回中原中也賞（現在の同名の賞とは異なる）、1943年『夜学生』で文芸汎論詩集賞受賞。1987年大阪芸術賞受賞、2003年『戦後関西詩壇回想』で第5回小野十三郎賞特別賞受賞。2012年、詩集『希望』で第30回現代詩人賞を受賞。その他、兵庫県文化賞など受賞。
詩の他に戦前より映画評論を行う。戦後も映画評論で活躍。『映画文化』『映画芸術』『映画評論』『キネマ旬報』に多くの映画論表を寄稿。1966年より帝塚山学院短期大学教授。1976年10月 大阪シナリオ学校 校長に就任。1985年に帝塚山学院大学を定年、名誉教授。
関西詩人協会の設立に関わる、関西詩人協会会長、四季派学会会長、現代詩人会会長を歴任した。 
2012年5月19日に肺炎のため死去。97歳没。

## 著書
- 映畫評論集 第一藝文社 1941.11「枠」他26篇
- 映畫と演劇 第一藝文社 1942.6
- 夜學生 杉山平一詩集 第一藝文社 1942 1948
- 背たかクラブ：杉山平一童話集 国際出版 1948.12 JP番号：45017458
- ミラボー橋：杉山平一小説集 審美社 1952.9
- 声を限りに : 杉山平一詩集 思潮社 1967.11
- 映画芸術への招待 講談社 1975.8 (講談社現代新書) ISBN 4-06-115809-0
- 詩集ぜぴゅろす 潮流社 1977.6
- 映像言語と映画作家：溝口健二から今村昌平まで 九藝出版 1978
- 詩への接近 詩と詩人への芸術論的考察 幻想社 1980.3 (幻想ブック)JP番号：81045592
- 詩のこころ・美のかたち 講談社 1980.4 (講談社現代新書) ISBN 4-06145575-3
- 旧制松江高 潮出版社 1983 (青春紀行 紅の巻)
- 杉山平一詩集 土曜美術社 1984.6 (日本現代詩文庫) JP番号：85003471
- びわの実学校 (131号.童話雑誌 詩特集)出版社：びわの実学校 1985
- 映像の論理・詩の論理 創元社 1987.7 ISBN 4-42291028-0
- 木の間がくれ : 詩集 1987.10
- 低く翔べ(杉山平一エッセイ集) リクルート出版 1987.12 ISBN 4-88991100-6
- 現代詩入門 創元社 1988.12 ISBN 4-42291029-9
- わが敗走 編集工房ノア 1989.9 評論.エッセイ.随筆
- 夜学生 銀河書房 1990.2 JP番号：91009902 (第一芸文社1942年刊の再刊)
- 今村太平 孤高独創の映像評論家 リブロポート 1990.11 (シリーズ民間日本学者) ISBN 4-84570579-6
- 三好達治風景と音楽 編集工房ノア 1992.4 (大阪文学叢書)JP番号：94050937
- 詩と映画と人生 ブレーンセンター 1994.3 (なにわ塾叢書) ISBN 4-83390154-4
- 杉山平一全詩集(上・下) 編集工房ノア 1997.2月6月 JP番号：98030810 JP番号：98030811
- 映画芸術への招待  編集工房ノア 1999.2 (講談社 1975昭和50年刊の再刊)
- 窓開けて 編集工房ノア 2002.5 評論.エッセイ.随筆 JP番号：20716256
- 戦後関西詩壇回想 思潮社 2003.2 ISBN 4-78371614-5
- 映画の文体 テクニックの伝承 行路社 2003.6 ISBN 4-87534731-6
- 映画評論集 . 芸術小論集 : 抄録	日本映画論言説大系 / 牧野守監修 ゆまに書房　2003.6 ISBN 4-84330946-X
- 青をめざして 編集工房ノア 2004.9 ISBN 4-89271128-4
- 詩と生きるかたち 編集工房ノア 2006.9 ISBN 4-89271140-3
- 杉山平一詩集 思潮社 2006.11 (現代詩文庫) ISBN 4-78370960-2
- 夜学生 杉山平一 竹林館 2007.12 ISBN 978-4-86000-139-1 (第一芸文社1942年刊の再刊)
- 巡航船 杉山平一 編集工房ノア 2009.11 ISBN 978-4-89271177-0
- 希望 杉山平一詩集　編集工房ノア 2011.10 ISBN 978-4-89271192-3